# 누네띠네
누네띠네는 1992년 8월부터 삼립식품에서 제조 및 판매 중인 과자이다. 이탈리아 과자 스폴리아티네 글라사테를 모델로 하였으며, 대한민국에서 해당 과자를 부르는 대명사로 통하게 되었다.
최수종을 모델로 한 CF 마케팅 등을 통해 스낵 시장 진입에 성공하여 1992년 매출액 150억원, 1993년에 140억원을 기록하였으며, 일일 8천 상자로 가장 높은 판매량을 기록하였다.

## 같이 보기
- 스폴리아티네 글라사테